# Nils Abraham Bruncrona
Nils Abraham Bruncrona, ursprungligen Rabenius, född 3 augusti 1763 i Uppsala, död 28 september 1846 i Stockholm, var en svensk sjöofficer och lots.

## Biografi
Nils Abraham Bruncrona var son till professor Olof Ingelsson Rabenius och Anna Kristina Bruncrona. Han blev volontär vid livhusarregementet 1776, korpral efter namnändringen av regementet vid lätta livdragonregementet 1777 och sergeant vid arméns flottas finska eskader 1781. 1780-82 seglade han i kommersiell sjöfart och deltog även i flottans sjöövningar. Efter att ha avlagt sjöofficersexamen 1783 blev han fänrik på extra stat samma år. Under en expedition till Medelhavet 1784-85 blev han tillfångatagen med lyckades snart bli frigiven.
1787-1788 företog Bruncrona med hemligt uppdrag ombord på fregatten Gåpå rekognoseringar längs den ryska gränsen och i skärgården öster om Sveaborg. Han blev därefter sekond ombord på Odin och förde under den ordinarie fartygschefens sjukdom befälet ombord på fartyget. Bruncrona bevistade som adjutant vid lätta eskadern sjödrabbningen vid Korkiansaari och som adjutant hos Carl August Ehrensvärd slaget vid Svensksund, där han av ett druvhagelskott sårades i vänstra axeln och armen. Då amiralsskeppet Björn Järnsida under reträtten tvingades stryka flagg råkade Bruncrona i rysk fångenskap och fördes till Sankt Petersburg, där han dock blev väl behandlad. 2 september återfick han på kejsarinnan Katarinas order sin värja. Efter freden kom han 1 november åter till Sverige, där han fick tjänstgöra vid Åboeskadern och Sveaborgseskadern. Han befordrades 1790 till löjtnant och 1793 till kapten. Bland hans uppdrag under denna tid märks en hemlig expedition till Reval 1795. Efter att 1798 ha använts som lärare för Sveaborgseskaderns underofficerare blev kom han 1799-1820 att fungera som kvartersmästare vid krigsakademin på Karlberg och lärare i skeppsbyggeri där. Han undervisade en tid även i navigation, manöver och taktik.
Bruncrona hade 1807 befordrats till major då han vid krigsutbrottet överfördes till Stockholmseskadern, där han under krigets första år främst tjänstgjorde i Stockholm. I april 1809 blev han överadjutant hos amiral Carl Fredric Aschling med tjänstgöring vid flaggen. Senare var han brigadchef för tre bataljoner kanonjollar, med vilka han deltog i sommarens fälttåg. Det usla skicket och bristen på erfaret befäl gjorde dock att man inte tordes genomföra några offensiva aktioner med enheterna. Bruncrona befordrades 1810 till överstelöjtnant och var 1811-1815 ledamot av krigskommittén. Han deltog som brigadchef i eskadern mot Norge under Carl Johan af Wirsén och deltog därunder i attacken på Hvaleröarna och anförde senare den avdelning av skärgårdsflottan som var avsedd att utföra en landstigning på östra sidan av Kragerön och bombardera Fredriksstads och Kongstens fästningar. Efter konventionen i Moss avseglade Bruncrona med eskadern till Göteborg och avrustade.
Bruncrona erhöll 1815 överstes titel. 1815 sökte han den efter af Wirsén lediga befattningen som chef för norra lotsdistriktet, men tjänsten gick till en annan. I stället blev han chef för den 1808 uppsatta sjömätningskåren. Under Bruncronas ledning blev större delen av norrlandskusten och Gotlands kuster uppmätta. Han bevistade även riksdagarna 1815, 1817-18, 1823 och 1828-30 samt var ledamot av allmänna besvärs- och ekonomiutskottet 1823. Han var ledamot av kommittén angående taxa för Södertälje kanal 1819, blev överlotsdirektör 1820 och erhöll avsked från krigsakademin samma år samt ur krigstjänsten 1833.
Brunkrona blev riddare av Svärdsorden 1799, ledamot av Krigsvetenskapsakademien 1804, erhöll guldmedalj för tapperhet till sjöss 1814, blev riddare av Carl XIII:s orden, kommendör av Vasaorden 1832 och hedersledamot av Göteborgs sjömannasällskap 1834.
År 1797 gifte sig Nils Abraham Bruncrona (då ännu Rabenius) med sin kusin Maria Juliana Bruncrona. 1799 adlades han och adopterades på sin morbror och svärfar major Abraham Mattias Bruncronas namn och nummer.